# Гоупвелл Тауншип (округ Бедфорд, Пенсільванія)
Гоупвелл Тауншип (англ. Hopewell Township) — селище (англ. township) в США, в окрузі Бедфорд штату Пенсільванія. Населення — 1889 осіб (2020).

## Демографія
Згідно з переписом 2010 року, у селищі мешкало 2010 осіб у 780 домогосподарствах у складі 603 родин. Було 931 помешкання
Расовий склад населення:
| - 98,4 % — білих - 0,1 % — корінних американців - 0,1 % — азіатів |

До двох чи більше рас належало 1,3 %. Частка іспаномовних становила 0,3 % від усіх жителів.
За віковим діапазоном населення розподілялося таким чином: 22,6 % — особи молодші 18 років, 60,6 % — особи у віці 18—64 років, 16,8 % — особи у віці 65 років та старші. Медіана віку мешканця становила 42,1 року. На 100 осіб жіночої статі у селищі припадало 99,2 чоловіків;  на 100 жінок у віці від 18 років та старших — 97,3 чоловіків також старших 18 років.
Середній дохід на одне домашнє господарство  становив 57 053 долари США (медіана — 52 546), а середній дохід на одну сім'ю — 60 175 доларів (медіана — 56 723). Медіана доходів становила 40 281 долар для чоловіків та 25 313 долари для жінок. За межею бідності перебувало 16,2 % осіб, у тому числі 21,1 % дітей у віці до 18 років та 9,1 % осіб у віці 65 років та старших.
Цивільне працевлаштоване населення становило 1005 осіб. Основні галузі зайнятості: освіта, охорона здоров'я та соціальна допомога — 17,0 %, будівництво — 16,0 %, виробництво — 15,2 %.